# Resonatorgitarre

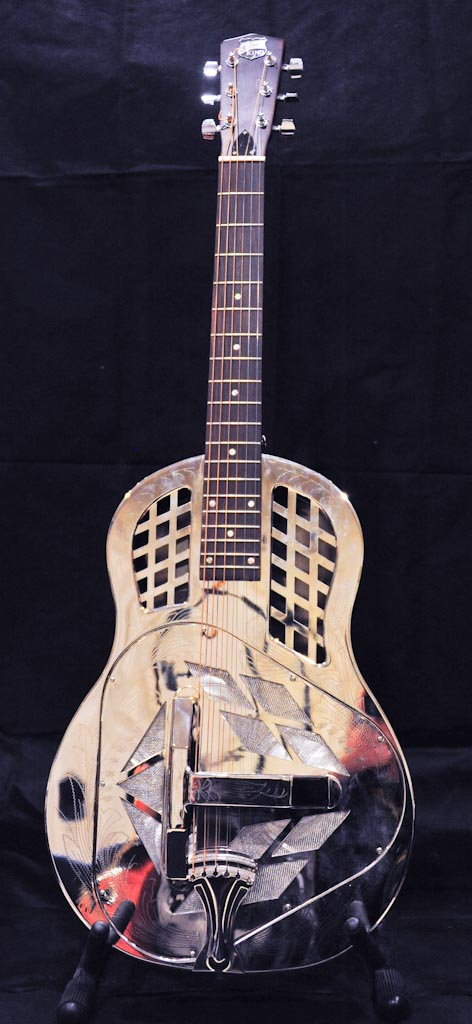
Eine Tricone-Resonatorgitarre mit Metallkorpus (National-Typ). Der T-förmige Metallbügel auf dem Korpus dient als Abdeckung für die darunterliegende (ebenfalls T-förmige) Brücke aus Leichtmetallguss, die die drei Resonatoren verbindet

Die Resonatorgitarre ist ein Zupfinstrument aus der Familie der Gitarren. Die Konstruktion des Instruments beruht auf dem Prinzip eines mechanischen Lautsprechers, des Resonators. Bei Resonatorgitarren sind ein einzelner (englisch: Singlecone) oder drei Resonatoren (Tricone) unter der Decke in das Innere des Instrumentenkorpus eingebaut. Sie haben die Form von flachen Trichtern und bestehen aus Aluminiumblech. Beim Spielen von Resonatorgitarren versetzen die Gitarrensaiten die Resonatoren in Schwingung, die den Ton der Saiten wie eine Membran verstärken. Daher können Resonatorgitarren mit größerer Lautstärke gespielt werden als andere Typen von akustischen Gitarren.
Die Resonatorgitarre wurde in den 1920er-Jahren in den USA entwickelt, um die Lautstärke von Gitarren der Lautstärke anderer Instrumente anzugleichen, insbesondere der von Blechbläsern. Bei der zu dieser Zeit sehr beliebten Hawaiimusik wurde die Gitarre quer zum Spieler auf dessen Oberschenkeln liegend gespielt (Hawaiigitarre). Daher hatten die ersten Resonatorgitarren Instrumentenhälse mit viereckigem Querschnitt (Squareneck-Gitarren). Erst später kamen Instrumente des Typs mit halbrundem Halsprofil auf den Markt, die wie Akustikgitarren gespielt werden.

## Geschichte

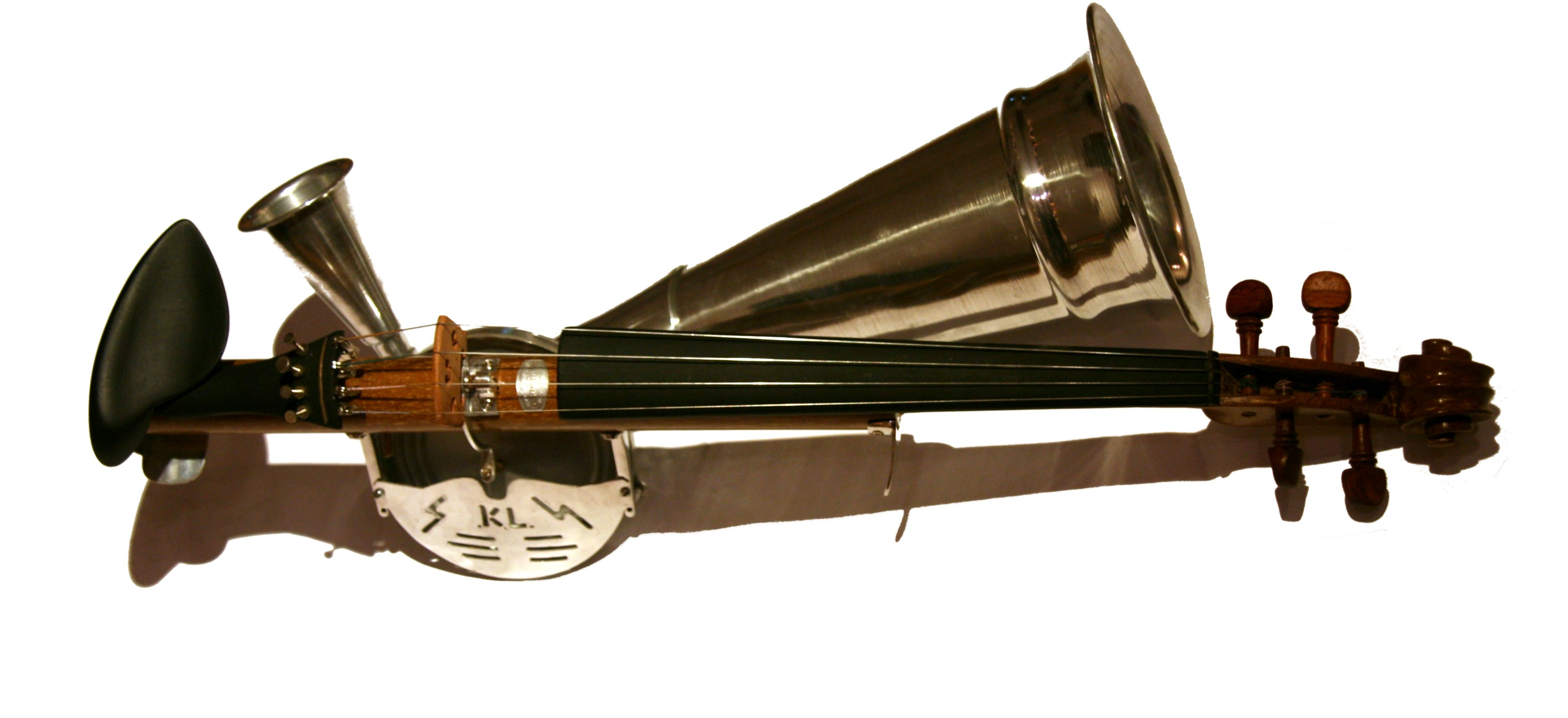
Die mittels Metall-Resonator und -Schalltrichtern mechanisch verstärkte Stroviol-Violine beeinflusste die Entwicklung der Resonatorgitarre

Im Jahr 1925 gab der US-amerikanische Musiker und Konstrukteur George Beauchamp bei dem in Los Angeles ansässigen, aus der Slowakei stammenden Banjo-Hersteller John Dopyera den Bau einer Hawaii-Gitarre in Auftrag. Die Vorgabe Beauchamps war eine möglichst hohe Lautstärke des zu bauenden Instruments. Beauchamp und Dopyera entwickelten eine Gitarre, deren Korpus und Hals aus Blech bestanden; der Instrumentenhals war wie der Korpus hohl. Statt einer Decke aus Holz hatte der Entwurf als Resonanzerzeuger drei aus Aluminiumblech gefertigte Trichter als Resonatoren, die den Klang der Gitarre mechanisch verstärkten. Die Konstruktionsform mit metallenen Resonatoren baute auf der Erfindung des in London ansässigen deutschstämmigen Geigenbauers Johann August Stroh auf. Stroh hielt seit dem Jahr 1900 ein Patent auf die Verwendung eines metallenen Resonators bei Streichinstrumenten und Zupfinstrumenten und stellte diese seit 1901 in Serie her. Besonders die Violinen der Marke Stroviol wurden seit Beginn des Zwanzigsten Jahrhunderts bei Musikaufnahmen auch in US-amerikanischen Tonstudios häufig benutzt.
Mit Unterstützung durch den Millionär Ted Kleinmeyer als Kapitalgeber und durch den Unternehmer Adolph Rickenbacher, in dessen Tiefziehpresse die Metallteile hergestellt wurden, gründete Beauchamp mit John Dopyera und dessen Brüdern Rudy und Emil die Firma National Stringed Instrument Corporation (Kurzform: National). Die Resonatorgitarre ging in die Serienproduktion und wurde ein wirtschaftlicher Erfolg. Beauchamp und die Dopyeras trennten sich kurz darauf im Streit, und die Dopyera-Brüder gründeten eine eigene Firma mit dem Namen Dobro („Dopyera Brothers“), die Resonatorgitarren mit Holzkorpus herstellte. Beauchamp und Rickenbacher verkauften weiterhin Gitarren mit Blechkorpus, widmeten sich ab den späten 1920er-Jahren darüber hinaus der Entwicklung elektrisch verstärkter Saiteninstrumente und gründeten die Instrumentenbau-Firma Rickenbacker, die im Jahr 1932 die erste elektrifizierte Lapsteel, die berühmte Rickenbacker Frying Pan vorstellte.
Wegen der Pionierrolle der beiden Firmen Dobro und National werden deren Namen umgangssprachlich häufig als Synonyme für Resonatorgitarren benutzt, auch wenn die Instrumente von anderen Herstellern stammen – Dobro als Bezeichnung für Resonatorgitarren, deren Korpus aus Holz besteht, und National für solche Gitarren mit einem Korpus aus Metall.

## Konstruktionsformen

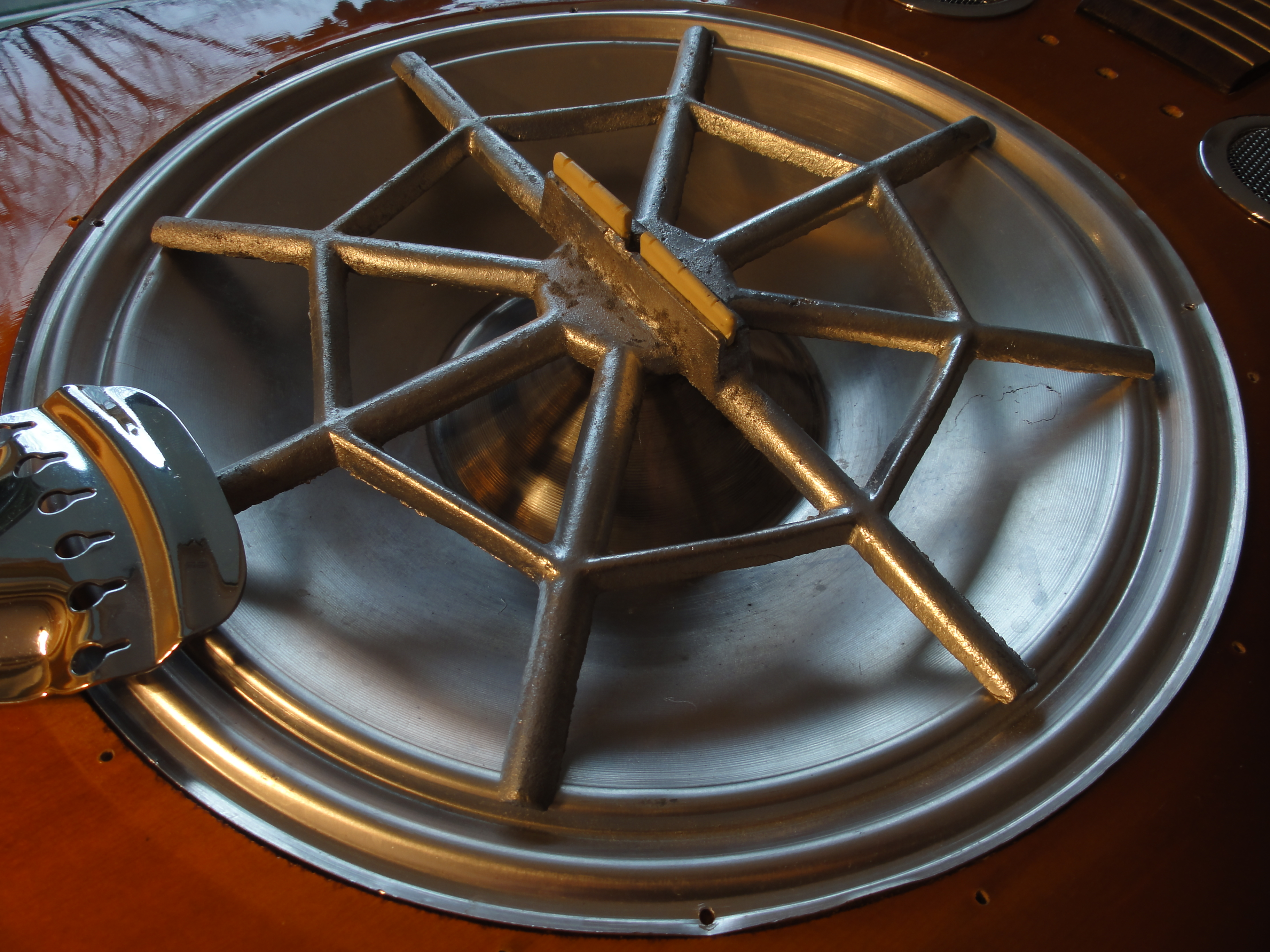
Unter der kreisrunden Metallplatte einer Singlecone (Foto rechts) liegen der Aluminiumkegel und die Spider-Metallbrücke. Am linken Bildrand der Saitenhalter der Gitarre

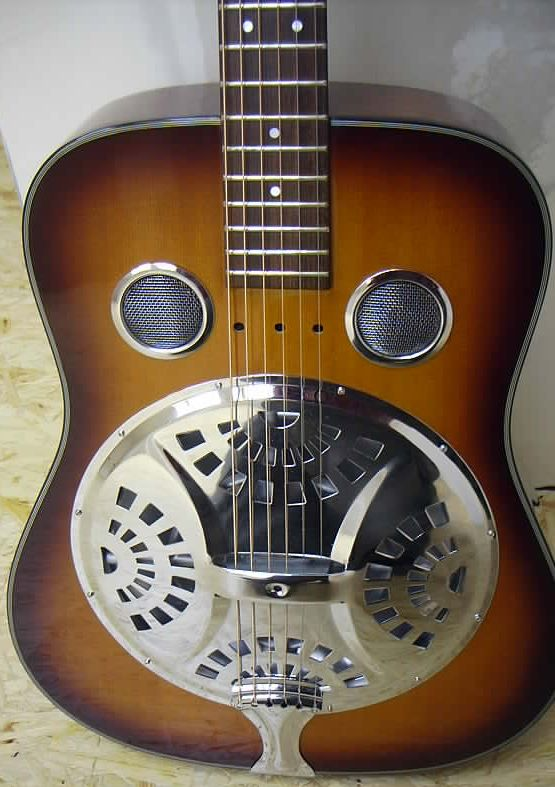
Eine Singlecone-Resonatorgitarre mit Holzkorpus (Dobro-Typ). Die große kreisrunde Metallplatte ist die Abdeckung des einzelnen Resonators; die beiden kreisförmigen Drahtsiebe darüber bedecken die Schalllöcher

Die Resonatorgitarren lassen sich nach der Anzahl der Resonatoren in zwei Gruppen einteilen: Singlecones („Einzeltrichter“-Instrumente mit einem einzelnen großen Resonator) sowie Tricones („Dreifachtrichter“-Instrumente mit drei kleineren Resonatoren, die mittels eines metallenen Stegs in T-Form miteinander verbunden sind). Die Tricone-Variante stellt das ursprüngliche Konzept dar, die Singlecone-Version wurde als günstige Alternative später entwickelt. Die Singlecone-Gitarren bilden je nach Form des Resonators zwei Untergruppen: solche mit Biscuit-cone („Kuchentrichter“ oder auch Küchentrichter; der Resonator zeigt mit der Spitze nach oben) und Spider-cone („Spinnentrichter“; der Resonator liegt „umgekehrt“ in der Gitarre, die Saitenschwingungen werden mittels einer Metallbrücke, dem Spider, übertragen). Die Biscuit-Variante ist die ursprüngliche, der Spider-cone wurde nach der Trennung der Dopyeras und George Beauchamp von John Dopyera wegen patentrechtlicher Streitigkeiten erfunden. Nachdem Dopyera die Firma, die die von ihm entwickelten Instrumente herstellte, verließ, verlor er auch sämtliche Patentrechte an ihnen. Da Dopyera sich die für den Bau von Instrumenten mit Metallkorpus notwendigen Geräte nicht leisten konnte, fertigte er den Korpus der Instrumente aus Holz. Daher werden als Dobro in der Regel nur Instrumente mit Holzkorpus bezeichnet, da die ersten Modelle dieser Bauart tatsächlich ausschließlich von den Gebrüdern Dopyera in Eigenregie hergestellt wurden. Der Name National für Instrumente aus Blech leitet sich vom Namen National String Instrument Company ab, der Firma, die diese Instrumente ursprünglich herstellte. Alle drei Arten von Resonatorgitarren unterscheiden sich erheblich im Klang.
Während der Resonator immer aus Aluminium besteht, kommen traditionell verschiedene Korpusmaterialien zum Einsatz. Die Urvariante der Tricone besteht aus Neusilber, heute trifft man hauptsächlich auf Messing (Bell Brass). Singlecones können ein Gehäuse aus Holz, Messing, Neusilber oder Stahl haben. Dobros mit Spider-Cone sind aus Holz. Auch das Gehäusematerial macht sich bei der Klangfarbe bemerkbar. Neben den akustischen Resonatorgitarren werden solche Instrumente auch mit elektromagnetischen Tonabnehmern hergestellt, deren Klang so über einen Gitarrenverstärker übertragen werden kann.

## Spielweise

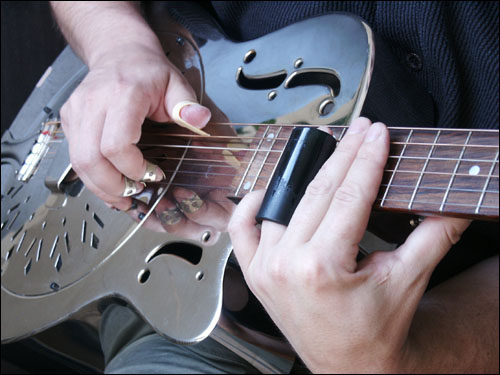
Spielweise mit Bottleneck (auf dem Ringfinger der linken Hand)

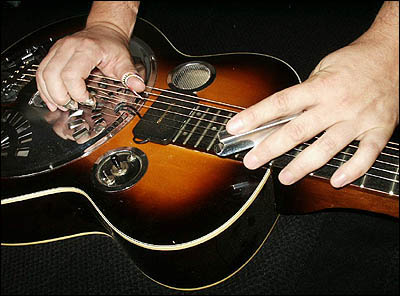
Lapsteel-Spielweise mit Steel (in der linken Hand des Spielers)

Resonatorgitarren werden heute vor allem im Blues und im Bluegrass eingesetzt. Die Saiten werden meist mit Plättchen gezupft, die auf die Fingerspitzen der Schlaghand aufgesetzt werden (Fingerpicks).
Im Blues werden die Saiten gelegentlich wie bei einer gewöhnlichen Gitarre gegriffen. Häufiger ist im Blues aber das Spielen als Slide-Gitarre mit einem Bottleneck (Flaschenhals) oder Slide („Gleiter“ oder „Rutscher“). Dies bezeichnet ein auf einen Finger der Greifhand aufgesetztes Glas- oder Messingrohr, wobei das Greifen der Saiten mit den anderen Fingern weiterhin möglich ist. Die Resonatorgitarren werden dazu oft auf eine offene Stimmung umgestimmt.
In der Country-Musik (vor allem in traditionellen Stilen wie dem Bluegrass, zum Beispiel von Bashful Brother Oswald bei Roy Acuff sowie von Jerry Douglas bei Alison Krauss) ist die von der Hawaii-Gitarre abgeleitete Lapsteel-Spielweise üblich. Dabei wird die Gitarre mit nach oben weisender Korpusdecke gespielt; das Instrument hängt an einem Gurt vor dem Oberkörper oder wird quer auf den Schoß (englisch: lap) gelegt. Statt eines auf einen Finger aufgesetzten Slides wird ein massiver Metallbarren, der bar, zur Verkürzung der Saiten benutzt. Diese Spielweise ging später auf die als Tischinstrument konzipierte Pedal Steel Guitar über. Für den Lapstyle werden in der Regel Resonatorgitarren der Squareneck-Bauweise mit eckigem Hals und großem Abstand der Saiten vom Griffbrett sowie mit einer offenen Stimmung eingesetzt.

## Diskografie

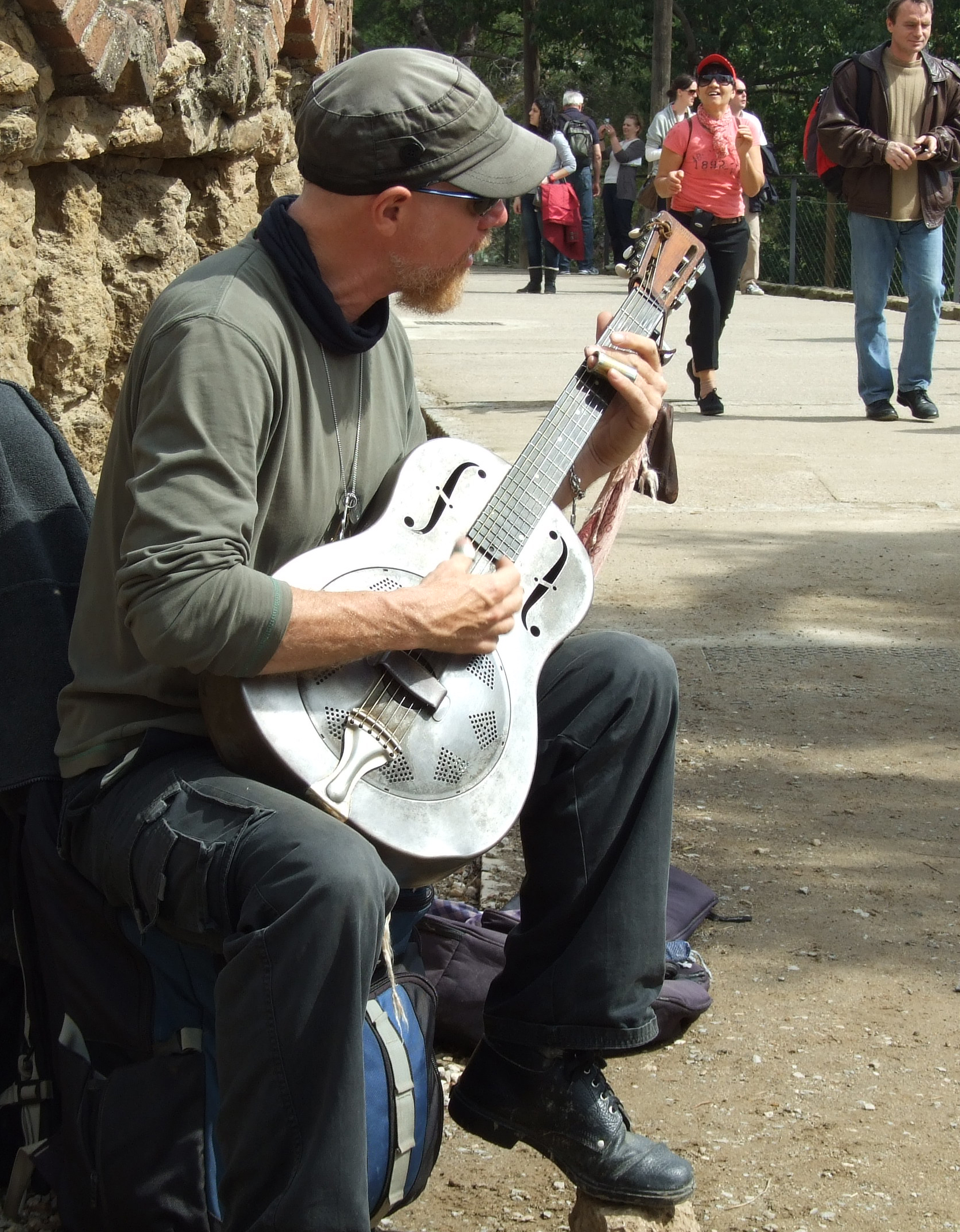
Straßenmusiker mit Resonatorgitarre

- Mike Auldrige, Bob Brozman, David Grisman: Tone Poems III. The Sounds of the great slide & resophonic instruments. acoustic music ACD-41, 2000
- Various: Resophonic Players of Europe. Produced by the World Resophonic Association (WRA), 2005. Neunzehn europäische Musiker und ein japanischer Gast auf einer CD.

## Trivia
Auf dem Titelfoto des Albums Brothers in Arms der britischen Rock-Band Dire Straits ist eine Resonatorgitarre des Typs National Style O von 1937 abgebildet.
Eine andere Form der mechanischen Verstärkung des Tons bei akustischen Gitarren war Ende des 19. Jahrhunderts die Verwendung von Tonfedern durch den Thüringer Otto Schick, bei dessen patentierter Tonfedergitarre eine Feder unter dem Schallloch angebracht wurde.